# 阿莱塔·哈尼尔

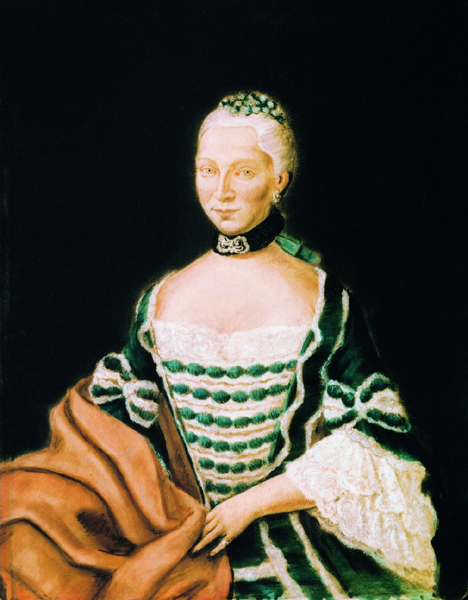
阿莱塔·哈尼尔

阿莱塔·哈尼尔（德語：Aletta Haniel；1742年—1815年），婚前姓努特，是一位德国女企业家。1782年—1809年，她经营着一家位于杜伊斯堡的重要运输和贸易公司。
她是扬·威廉·努特的女儿，1761年，她嫁给雅各布·威廉·哈尼尔。后来，她生下格哈德·哈尼尔和弗朗茨·哈尼尔。
1772年，她与丈夫接管其父亲创办的货栈（后来，其子弗朗茨·哈尼尔经营时，定名为“弗朗茨·哈尼尔公司”）。1782年，她守寡后，独自接管家族的葡萄酒贸易和运输企业。1792年起，她还经营一家煤炭贸易公司，并在鲁尔河和莱茵河上运输铁矿。
1809年，她退休，并将企业分配给几个儿子。
她的妹妹路易丝·努特是德国共产主义思想家弗里德里希·恩格斯的祖母。